# Buxus sempervirens
Buxus sempervirens (L., 1753), comunemente noto come bosso, bosso comune o bossolo , è una pianta appartenente alla famiglia delle Buxaceae, originaria del bacino del Mediterraneo.

## Descrizione
Portamentoarbusto sempreverde eretto e cespuglioso di altezza variabile tra i 2 e 4 m, longevo, dall'odore caratteristico, ha robuste radici ancoranti, fusto ingrossato alla base, tortuoso e ramificato, chioma folta.
Cortecciala corteccia dapprima liscia e verdognola, nel tempo assume una colorazione grigio-biancastra, ha proprietà medicinali.
Fogliefoglioline opposte persistenti, sessili o brevemente picciolate, di colore verde cupo lucente superiormente, più chiara inferiormente, di forma ovoidale, oblunga o arrotondata, con il margine liscio ad eccezione dell'apice.
Fioriunisessuali, piccoli, riuniti in glomeruli ascellari, il fiore centrale è generalmente femminile, quelli periferici maschili; sono fiori rudimentali senza una corolla vera e propria, il calice è formato da 4 lacinie, che nei fiori maschili circondano gli stami, e in quelli femminili l'unico pistillo con ovario supero, ovoidale e sormontato da 3 grossi stimmi. I fiori maschili e femminili del glomerulo sono inseriti direttamente su una formazione glandulosa, che è un nettario a forma piramidale, la pianta fiorisce generalmente da marzo fino a maggio.
Fruttidopo la fecondazione l'ovario si trasforma in una capsula coriacea sormontata da 3 rostri, derivati dagli stili del pistillo, che permangono  anche nel frutto, che ha una caratteristica forma di deiscenza per il lancio a distanza dei semi bislunghi, brunastri, lucidi e ricchi di albume.

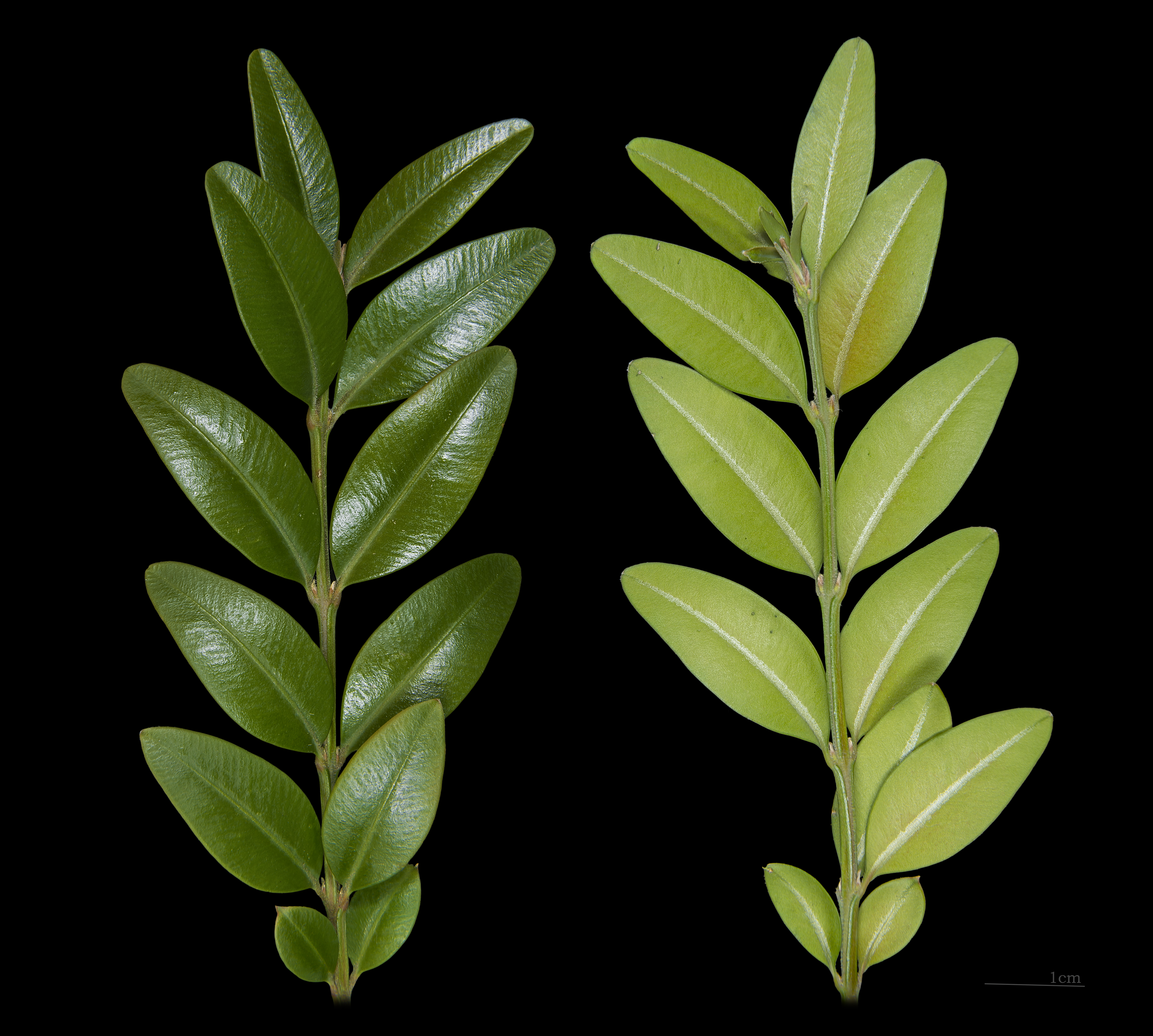
Foglie
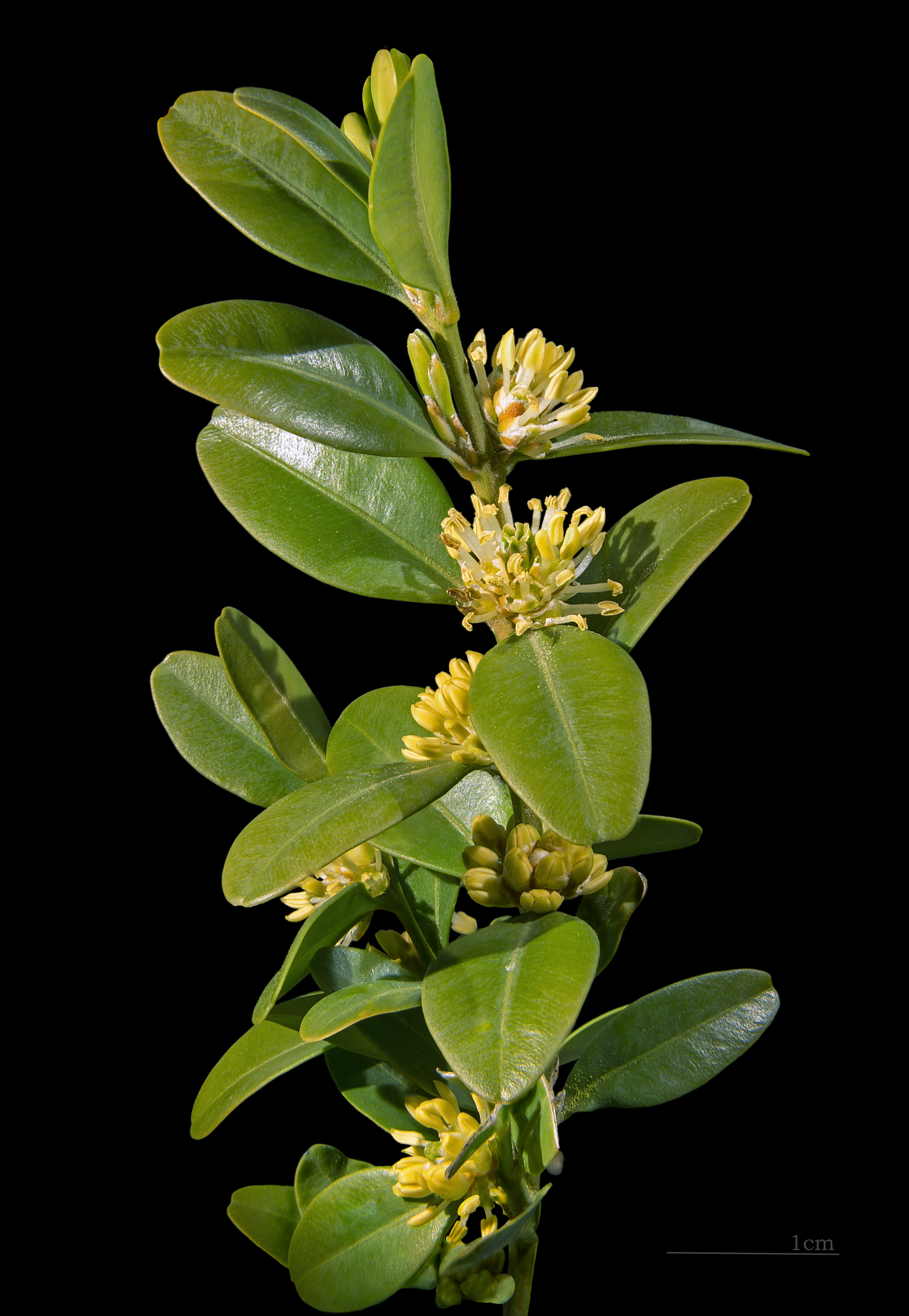
Fiori

## Distribuzione e habitat
B. sempervirens è una specie diffusa tra l'Europa all'Asia occidentale fino all'Africa settentrionale, con un areale centrato nel bacino del Mediterraneo.
Predilige zone aride, rocciose, prevalentemente calcaree, fino ad altitudini elevate.

## Varietà
Tra le altre si citano la  B. sempervirens var. suffruticola (= B. pumilia) a portamento nano e compatto per piccole siepi e bordure nei giardini o nei parchi; la var. arborescens coltivata a forma di alberetto, anche in vaso per decorare gli appartamenti, e la var. aureo variegata con foglie di colore giallo.

## Usi
- Vengono coltivate come piante ornamentali e in fogge fantasiose ottenute con l'arte topiaria come animali o labirinti nei giardini all'italiana.
- In silvicoltura viene impiegato, grazie al robusto apparato radicale, per il consolidamento di terreni instabili, sassosi e aridi.
- Il legno che se ne ricava è duro e compatto, di colore giallo e molto pregiato; è impiegato per la costruzione di strumenti musicali a fiato, per le sculture lignee, per ebanisteria, intarsio e per il modellismo navale.

- Come pianta medicinale, vengono utilizzate le foglie e la corteccia, per il contenuto in alcaloidi vari (ad es. la bussina) e di altre sostanze lassative; tenere presente che è una pianta potenzialmente velenosa.
- Le foglie, raccolte in qualunque stagione dell'anno ed essiccate all'ombra, hanno proprietà sudorifere, colagoghe, purgative e antireumatiche, viene usata la polvere per preparare infusi
- La corteccia, raccolta in autunno-inverno o anche in primavera e privata del sughero esterno, è emetica, sudorifera e febbrifuga, viene somministrata come vino medicato o come decotto dolcificato con zucchero o miele.

## Metodi di coltivazione
Necessita di buona esposizione al sole, terreno sciolto ben drenato e calcareo, si può moltiplicare con la semina; le varietà vengono moltiplicate per mezzo di talee o con la divisione dei giovani cespi, la potatura è necessaria per mantenere una forma compatta o obbligata; e nella varietà aureo variegata risulta indispensabile per eliminare alla comparsa i rami a foglie verdi.

## Avversità
- Insetti
  - Emitteri:

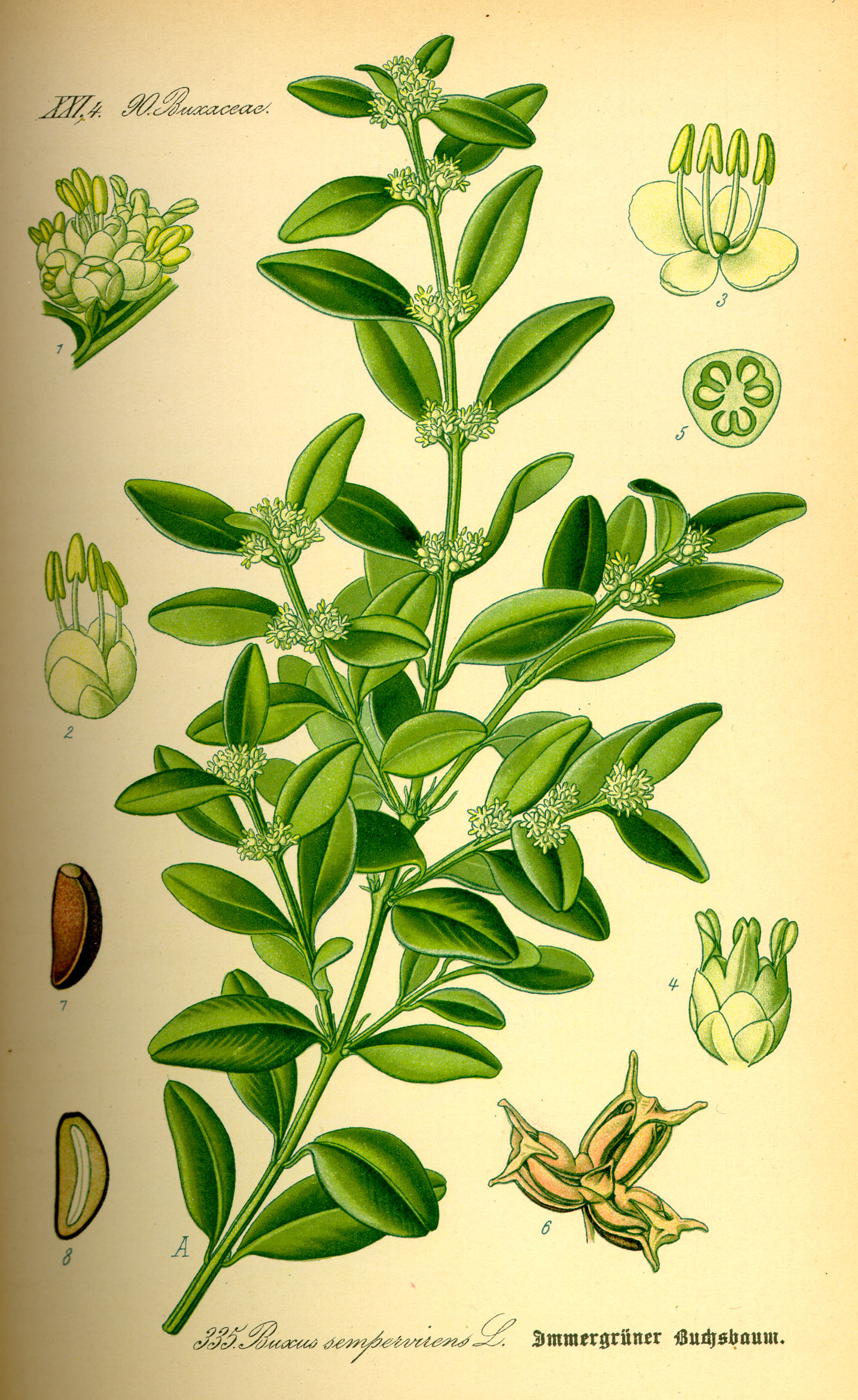
Tavola botanica di B. sempervirens.

    - Bianca rossa - l'attacco in numerose colonie di Chrysomphalus dictyospermi sulle pagine inferiori delle foglie, ne provocano il disseccamento e la caduta
    - Cocciniglia bianca - le femmine a forma di scudetti di Aspidiotus hederae invadono la pagina superiore delle foglie, i rami e a volte anche le radici, causando il deperimento e perfino la morte della pianta; l'insetto si riconosce per lo scudetto quasi circolare di circa 2 mm di diametro inizialmente di colore biancastro, nel tempo a maturità avvenuta diventa giallo-brunastro o grigio-brunastro
    - Cocciniglia rossa forte - gli adulti di Aonidella aurantii attaccano i rami e il tronco; le femmine si riconoscono per i dischetti circolari di 2 mm di diametro di colore giallo-terreo trasparente; i maschi per la forma allungata ovale
    - Cocciniglia a virgola -  gli adulti di Mytilococcus ulmi infestano le parti epigee, in special modo i giovani rametti, ricoprendoli con gli scudetti a forma di virgola lunghi 3–4 mm di colore grigio-brunastro
    - Psilla - le larve di Psylla buxi attaccano le giovani foglie, nascondendosi sotto batuffoli di filamenti cerosi biancastri, provocandone l'accartocciamento

  - Ditteri:
    - Cecidomia - le minute larve giallastre o verde-giallino di Monarthropalpus buxi, causano sulle foglie delle piccole vesciche, in un primo tempo a superficie liscia e giallastra, poi corrugate per il sollevamento dell'epidermide fogliare; le larve nutrendosi dei tessuti del mesofilo scavano mine a forma circolare isolate

  - Lepidotteri:
    - Piralide del bosso - le larve di Cydalima perspectalis si nutrono delle foglie e dei getti delle specie del genere Buxus. Gli adulti sono quelli che maggiormente danneggiano la pianta, nutrendosi dell'intera foglia in maniera massiva. La defoliazione causa la morte della pianta.
- Funghi:
  - Marciume radicale - l'attacco di Rosellinia buxi, favorito dal ristagno idrico, alle parti basali della pianta provoca la comparsa di vegetazioni fungine bianche, fioccose, con produzione di filamenti rizomorfici di colore scuro, può causare anche la morte della pianta
  - Ruggine - le foglie colpite da Puccinia buxi presentano piccole pustole tondeggianti, rilevate, di colore rosso-brunastre contenente materiale polverulento